# Bulbophyllum intersitum
Bulbophyllum intersitum là một loài phong lan thuộc chi Bulbophyllum.